# Van Horn (Texas)
Van Horn es un pueblo ubicado en el condado de Culberson en el estado estadounidense de Texas. En el Censo de 2010 tenía una población de 2063 habitantes y una densidad poblacional de 280,67 personas por km².

## Geografía
Van Horn se encuentra ubicado en las coordenadas 31°2′26″N 104°50′3″O / 31.04056, -104.83417. Según la Oficina del Censo de los Estados Unidos, Van Horn tiene una superficie total de 7.35 km², de la cual 7.35 km² corresponden a tierra firme y 0 km² (0 %) es agua.

## Demografía
Según el censo de 2010, había 2063 personas residiendo en Van Horn. La densidad de población era de 280,67 hab./km². De los 2063 habitantes, Van Horn estaba compuesto por el 77.99 % blancos, el 0.58 % eran afroamericanos, el 1.31 % eran amerindios, el 1.02 % eran asiáticos, el 0 % eran isleños del Pacífico, el 16.04 % eran de otras razas y el 3.05 % pertenecían a dos o más razas. Del total de la población el 79.54 % eran hispanos o latinos de cualquier raza.